# Richard Rigby

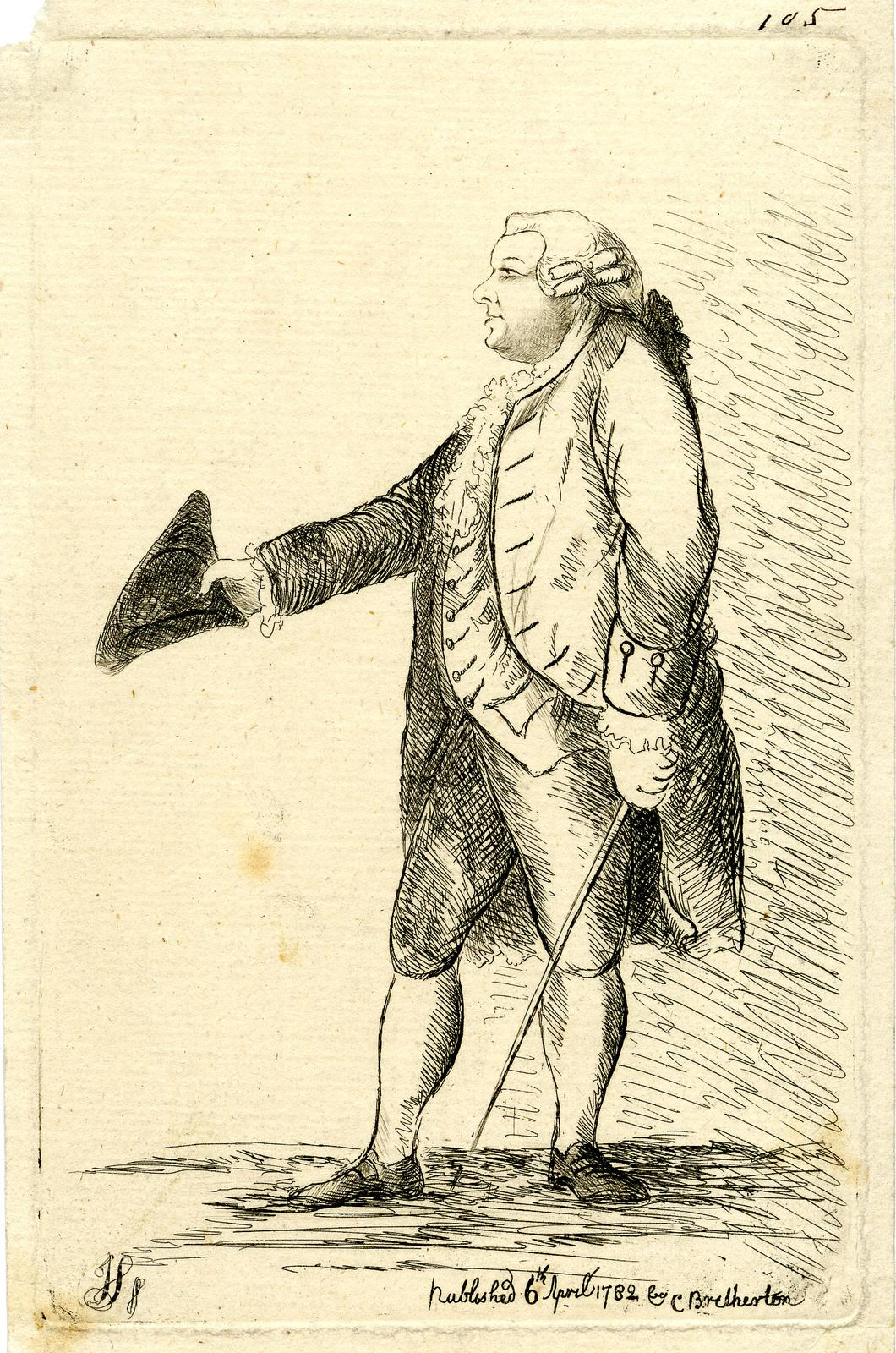
Richard Rigby, debout de profil à gauche, tenant son chapeau de la main droite, comme s'il parlait à la Chambre des communes, 1782

Richard Rigby (février 1722 - 8 avril 1788), est un fonctionnaire et homme politique anglais qui siège à la Chambre des communes britannique pendant 43 ans de 1745 à 1788. Il exerce les fonctions de Secrétaire en chef pour l'Irlande et de payeur des forces. Il accumule une fortune au service de la Couronne et cet argent sert finalement au Pitt Rivers Museum.

## Biographie
La famille Rigby choisit Mistley Hall à Essex pour y aménager son manoir, mais est issue de la famille Rigby of Burgh. Le père de Rigby et ses ancêtres immédiats ont fait fortune en tant que marchands ambulants dans la ville de Londres, et comme marchands et officiers coloniaux aux Antilles et spéculateurs dans la bulle de la mer du Sud. Le père de Richard Rigby, qui porte également le même nom, joue un rôle important dans l'histoire de la Jamaïque en tant que secrétaire, grand prévôt et membre de l'Assemblée royale à la fin du XVIIe siècle et au début du XVIIIe siècle. 
Il est également copropriétaire d'une plantation d'Antigua et commerçant d'esclaves. Son frère aîné, James, sert également en tant qu'officier colonial sur l'île. Richard et James Rigby sont les fils d'Edward Rigby de Mistley Hall, un drapier et propriétaire terrien basé à Covent Garden, et Anne Hyde, proche cousine la reine Anne, de la reine Mary et du comte de Clarendon. Edward et Ann ont un hôtel particulier à Londres dans la paroisse de St Andrews High Holborn . Rigby fait ses études au Corpus Christi College, à Cambridge et au Middle Temple. 

## Carrière politique
Il est élu député de Castle Rising en 1745 et transféré à Sudbury lors de élection générale suivante. Il est initialement partisan de Frédéric de Galles. Par la suite, il fait allégeance au duc de Bedford, siégeant en tant que député de l'arrondissement de Tavistock et devient par la suite "l'homme d'affaires" permanent des Bedford Whigs à la Chambre des communes. 
En décembre 1755, il devient ministre adjoint au sein du Commission du Commerce et, en 1757, il occupe un siège à la Chambre des communes irlandaise pour Old Leighlin, jusqu'en 1761. Lorsque Bedford est nommé Lord lieutenant d'Irlande en 1758, alors que le pays est relativement calme, Rigby l'accompagne en tant que secrétaire. L'année suivante, il est nommé Master of the Rolls en Irlande. En théorie, il s’agit d’une haute fonction judiciaire, mais en pratique c’est alors une sinécure et on dit que Rigby n’a jamais siégé en tant que juge. En 1762, Rigby est sérieusement envisagé pour être promu au poste de secrétaire à la guerre, mais il préfère rester dans une activité lucrative plutôt que d'accepter des fonctions plus importantes. 
En 1768, il est muté au poste de payeur des forces, le plus lucratif de tous les postes du gouvernement, qu'il occupe pendant 16 ans. Il joue un rôle de premier plan dans l’opposition à John Wilkes et, plus tard, soulève des objections lors des obsèques publiques de William Pitt l'Ancien. À sa mort en 1788, il aurait laissé "près d'un demi-million d'argent public".

## Richesse
Il consacre une grande partie de sa fortune à l'amélioration des sièges familiaux de Mistley et Manningtree, en faisant appel aux meilleurs architectes et paysagistes de l’époque pour construire un port et un spa. Cette dernière tentative a échoué, mais les ruines de Mistley Towers subsistent en tant que destination touristique. Bien que d’autres membres de la famille aient continué à porter le nom et les armes de Rigby, la majeure partie de la fortune de Richard Rigby est passée à sa sœur qui épouse le général Hale et, en fin de compte, à la famille Pitt-Rivers, dont les membres ont doté le musée de ce nom, consacré à l'anthropologie, à Université d'Oxford. Richard a une fille illégitime appelée Sarah, avec Sarah Lucas (veuve d'Ipswich).